# قرصعنة ألبية
القِرصَعنة الألبية نوع نباتي عشبي يتبع جنس القِرصَعنة من الفصيلة الخيمية.

## الموئل والانتشار
موطنه الأصلي المناطق جبال الألب والجورا والبلقان في أوروبا.

## الوصف النباتي
النبات عشبي معمر ذو أشواك. الأزهار مزرقة إلى بيضاء.

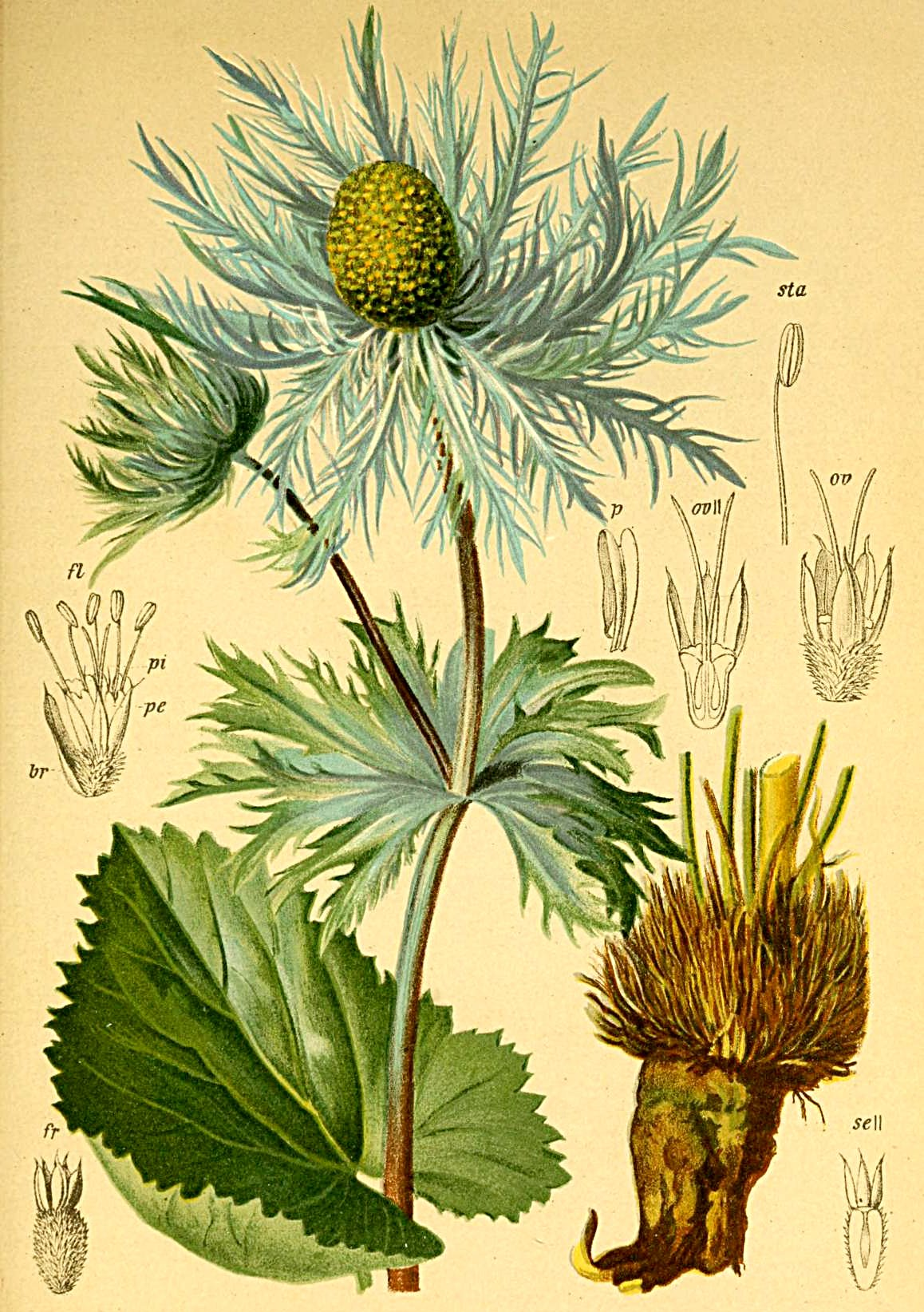
Eryngium alpinum from Atlas der Alenflora, 1882
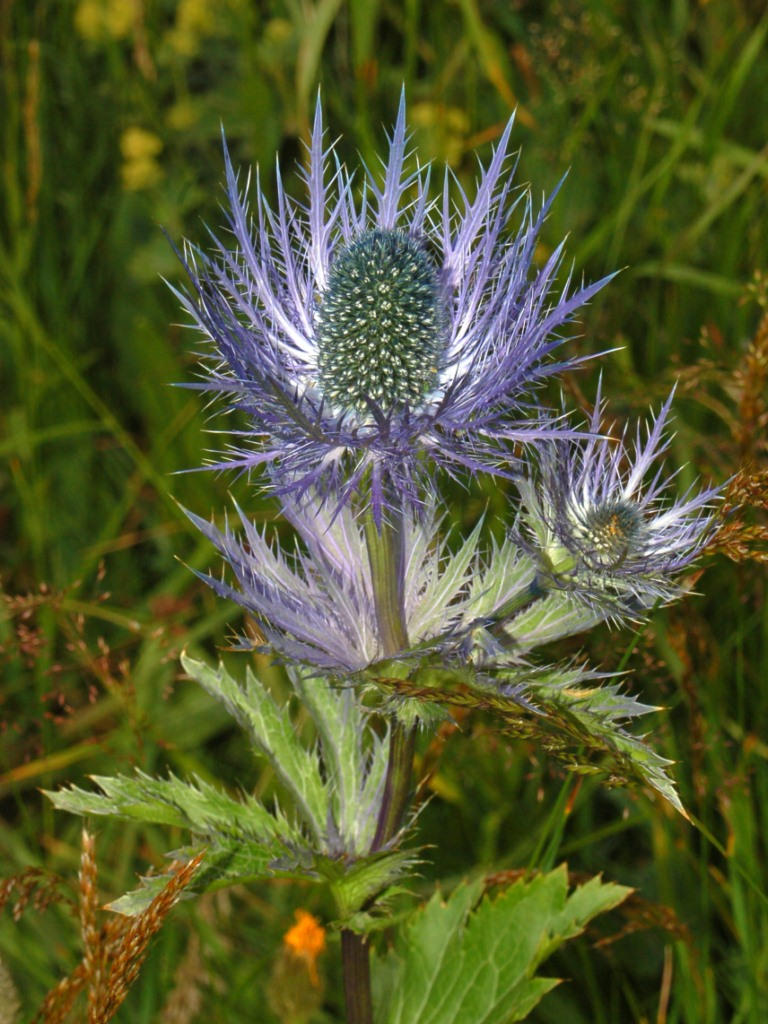
Form
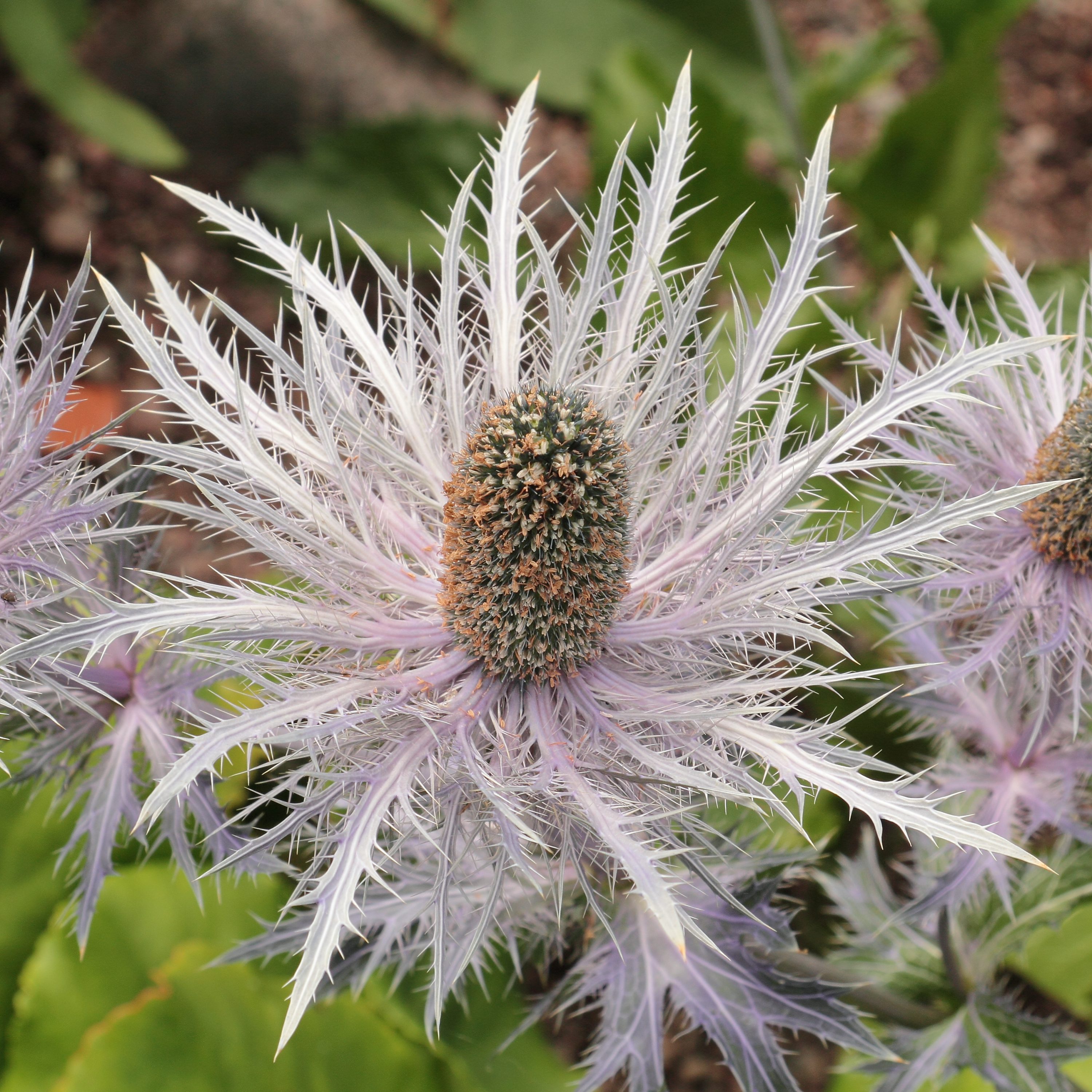
مستنبت نباتي
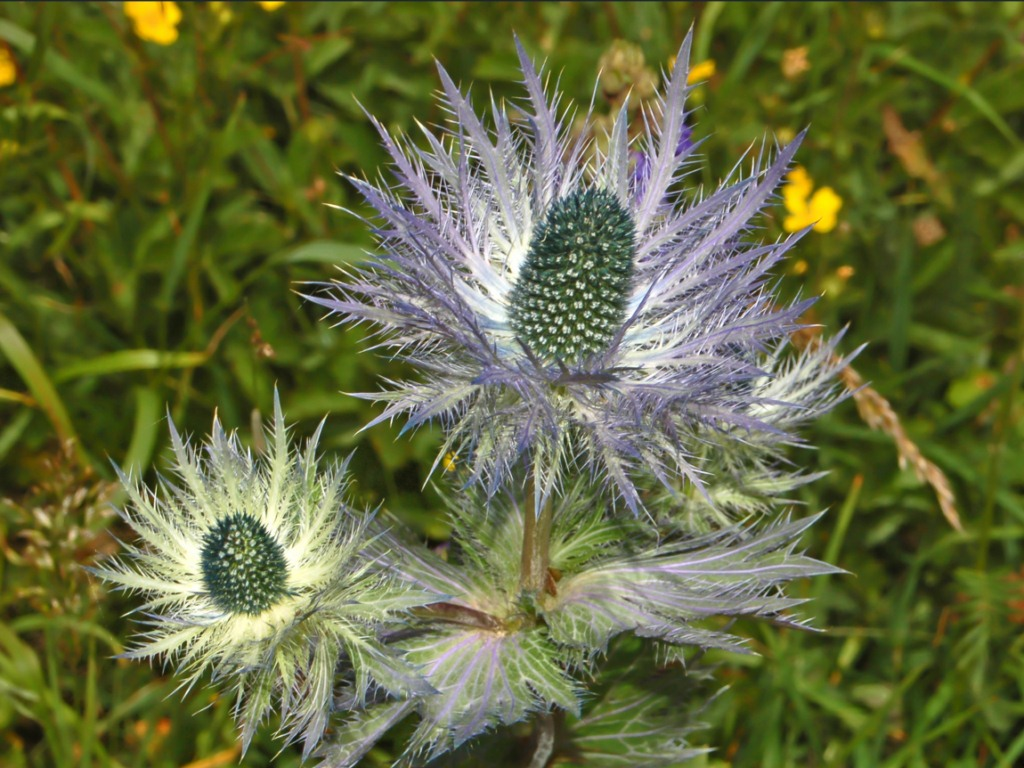
Inflorescences